# Grendels moeder
Grendels moeder (Oudengels, Grendles modor) is een van de drie tegenstanders (samen met Grendel en de Draak) van de held Beowulf uit het Angelsaksische gedicht Beowulf, onderdeel van de Nowell Codex.
In de oude codex staat geen naam vermeld, maar wordt alleen verwezen naar Grendels moeder. Over de kenmerken en aanwezigheid in de tekst van de moeder, buigen zich al jaren diverse geleerden. Haar verblijfplaats in het verhaal of waar zij zich schuilhoudt is een meer of een binnenmeer gelegen in een grot, waar haar zoon Grendel zich ook schuilhoudt. Er wordt dan ook gedacht dat ze een zeewaardig wezen was terwijl haar zoon een landbewoner was. In de regels van de tekst 106 t/m 114 en 1260 t/m 1267 uit Beowulf worden Grendel en zijn moeder beschreven als afstammelingen van de Bijbelse Kaïn.
Nadat Grendel gestorven is aan zijn verwonding, verlaat Grendels moeder de grot om wraak te nemen en vermoordt iedereen in de zaal Heorot, waarna ze terugkeert naar haar grot. Beowulf achtervolgt haar naar haar schuilplaats, ze voelt zijn aanwezigheid en sleurt hem haar grot in. Daar volgt een gevecht en Grendels moeder weet Beowulf bijna om te brengen, maar Beowulf kan nog net naar een zwaard grijpen en verslaat haar. Daarna ziet hij het lijk van Grendel liggen en onthoofdt het; samen met het hoofd keert hij terug naar koning Hroðgar (op het Negende uur), waarna hij wordt overladen met goud. Op het gouden gevest van het zwaard, waarmee Beowulf Grendels moeder onthoofdde, staat het begin van de oude strijd en de daaropvolgende vloed, die een einde maakte aan het reuzengeslacht. Ook staat er op voor wie het zwaard het eerst gesmeed was.